# Oncideres minuta
Oncideres minuta là một loài bọ cánh cứng trong họ Cerambycidae.